# Божильг
Божильг (ингуш. Божильг) — пресный белый хлеб в виде тонкой треугольной лепёшки из ячменной муки, был широко распространен у ингушей до начала XX века. Божильг выпекался на углях и имел особый аромат и нежный вкус. Для изготовления божильга применялась ячменная, реже овсяная мука высших сортов, чтобы изделие получалось белым. Блюдо является традиционным для ингушей с глубокой древности.

## История
Употребление божильга в XX веке сменилось более широким использованием в еде других видов ингушского хлеба — ольг из пшеничной муки и сыскл из кукурузной муки. В основном это было связано с заменой употребления ячменной муки, пшеничной и особенно кукурузной. Кроме того до распространения ислама, божильги играли сакральный характер в древнеингушской языческой религиозной жизни. Так использование божильгов в религиозных празднествах описано в историко-приключенческом романе ингушского писателя Идриса Базоркина «Из тьмы веков».

## Приготовление
Божильг готовился из особого теста. Для него использовалась особо очишенная от отрубей ячменная, реже овсяная мука. В тесто добавлялась простокваша и соль по вкусу. Для придания особого аромата, в тесто, перед выпеканием, добавляли небольшое количество перемолотых в порошок листьев базилика. Тесто долго раскатывали, и по консистенции оно было средним между слоенным и лепешкой. Вырезали из раскатанного теста треугольные хлебцы, которые выпекались на сковороде непременно на остывающих горячих углях, потушив пламя огня.

## Разновидности
Было несколько разных видов божильга:
- С солярным знаком для религиозных праздников.
- Обычный божильг без рисунков.